# 2021年—2022年全球能源危机

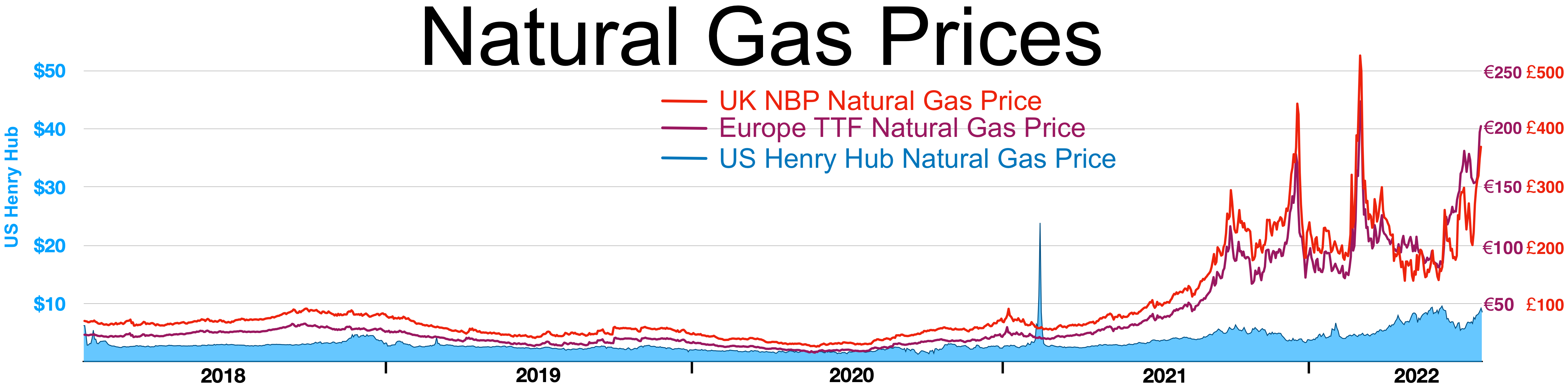
2018年至2022年7月歐洲和美國天然氣價格
國家平衡點 NBP（英國）天然氣價格
歐洲TTF天然氣價格
美國亨利港(Herry hub)天然氣價格

2021年－2022年全球能源危机是發生於2021年世界各地持续性的能源危機，這一危機影响到英国和中国等国家。

## 原因

### 大流行後供應緩慢恢復
2019-2020 年的 COVID-19 大流行導致能源需求迅速下降並相應減少石油產量，儘管2020年俄羅斯-沙特阿拉伯石油價格戰爆發，但歐佩克在新常態下對需求復蘇反應緩慢，導致供應需求失衡。 2021-2022 年的全球供應鏈危機進一步使供應需求失衡。此外，隨著歐洲尋求替代俄羅斯天然氣，它抬高了美國、澳大利亞和卡塔爾船載液化天然氣 (LNG) 的價格，從而轉移了亞洲傳統液化天然氣客戶的供應。 由於天然氣經常設定售電價格，電價也隨之飆升。 LNG 生產商和進口商都急於建設新的基礎設施以增加 LNG 進出口能力，但這些耗資巨大的項目需要數年時間才能上線。

### 氣候異常對可再生能源的影響
巴西近一个世纪以来最严重的干旱正威胁着該國的电力供应。 巴西三分之二的电力依赖水力发电。 Euractiv 報導稱，歐盟氣候行動專員弗蘭斯·蒂默曼斯 (Frans Timmermans) 在斯特拉斯堡的歐洲議會上表示，“大約五分之一”的能源價格上漲“可歸因於歐盟碳市場上二氧化碳定價的上漲。2022 年，歐洲迎來 500 年來最乾燥的夏季，對水力發電和電廠冷卻系統造成嚴重後果。據《紐約時報》報導，乾旱“減少了挪威的水力發電，威脅到法國的核反應堆，並阻礙了德國的煤炭運輸”，中國和加利福尼亞創紀錄的干旱也威脅到水力發電。

### 俄烏戰爭
俄羅斯是石油和天然氣的主要生產國和出口國。 2020年，它是世界第三大產油國，僅次於美國和沙特阿拉伯，60%的石油出口到歐洲。 俄羅斯傳統上是僅次於美國的世界第二大天然氣生產國，擁有世界上最大的天然氣儲量，是世界上最大的天然氣出口國。 2021 年，該國生產了 762 億立方米的天然氣，並通過管道出口了約 210 億立方米。俄羅斯在烏克蘭以外的軍事集結和隨後的入侵威脅到俄羅斯對歐洲的能源供應。國際制裁是在 2014 年俄羅斯吞併克里米亞之後引入的，隨後在 2022 年 2 月俄羅斯入侵烏克蘭後收緊； 新的 Nord Stream 2 管道的認證後來被暫停，俄羅斯拒絕增加對歐洲的出口，並通過減少 Nord Stream 1 管道向德國輸送的天然氣來反擊歐洲的製裁。管道在9月初完全停止，儘管管道依舊含有天然氣，但9 月下旬的煤氣洩漏導致管道無法使用。 歐盟和北約官員稱洩密事件是人為破壞造成的，但沒有指明責任方。

### 歐佩克供應限制
2022 年 10 月，OPEC+每天將石油產量削減 200 萬桶。 歐佩克+聲稱它正在努力防止價格波動，儘管一些分析師認為目標是提高油價，而油價在過去幾個月有所下降。沙特阿拉伯外交部表示，歐佩克+的決定“純粹是經濟上的”，並得到了該集團所有成員的一致同意

## 影响

### 欧洲
由于天然气需求飙升，美国、挪威和俄罗斯对欧洲市场的供应减少，风能、水能和太阳能等可再生能源发电量减少以及寒冷的冬季等不利条件的共同作用下，欧洲的油氣開始枯竭。一些批评者指责欧盟排放交易体系(EU ETS) 和廢止核電的舉措导致了能源危机。  例如德国安格拉·默克爾政府已决定逐步淘汰核电和燃煤电厂。 而在2021年，美国出口至中国和其他亚洲国家的液化天然气激增，亚洲买家愿意支付高于欧洲进口商的价格進口美國液化天然氣。 2021年，欧洲天然气价格可能面臨飆漲。 
2021年末，欧洲能源价格继续上涨，而前所未有的能源紧缩，尤其是天然气紧缩，对经济增长造成沉重的压力。整个2021年，歐洲的液化天然气都很緊缺。
欧洲的能源危机正在蔓延到化肥和食品行业。化肥的价格创下历史新高，甚至远高于2008年的高点。而世界上50%的食物都依赖化肥。 

#### 比利时
比利时的电力价格上涨了 30%，天然气价格上涨了 50%。 

#### 法国
天然气和取暖油的价格飙升，造成生活开支增加，特别是对租房者和农村村民而言，情況尤為嚴峻。
2022年9月2日，法国经济和金融部表示，一年以来，法国政府为应对能源危机采取了限价，並花费约240亿欧元用於补贴。9月底，法国能源緊張，埃菲尔铁塔提前熄灯。
2022年10月初，受法国炼油企业工人罢工影响，法國多地出现燃油供应不足的情况，法國有近五分之一的加油站缺油。法国宣佈释放原油储备。

#### 英国
从2021年8月起，欧洲天然气批发价格居高不下，导致英国一些规模较小的供应商倒闭。 2021年9月，英国消费者恐慌性抢购汽油和柴油，导致燃料供应中断。 
2022年第二季度，英国有200多万户家庭拖欠电费，這打破了歷史纪录。
2022年8月26日，英国能源监管机构从2022年10月起，英国普通家庭的年度能源价格上限将上调80%。
2022年10月1日，倫敦、伯明翰、曼彻斯特、利物浦等12个英国城市示威活动，抗议英国能源价格飙升、生活成本上涨。
2022年10月28日，英国天然气公司表示，英国的天然气库存只够用9天。

#### 西班牙
在西班牙，电价上涨了200%以上。

#### 德國
2022年9月4日，德國推出第三个减负计划，並且耗资650亿欧元用於各種補貼。9月7日，德国总理奧拉夫·舒爾茨在德国联邦议院就2023年联邦预算发表讲话称，德国已经在天然气供应方面做好了准备，德国的天然气储备已满85%，可以很好地应对可预见的冬季和来自俄罗斯的威胁。受能源價格影響，9月德国的通胀率已增至10.0%，已达到1950年代以来的最高水平。9月底，德國政府出台2000亿欧元能源补贴计划。10月1日起，德國开始征收天然气附加费。10月8日，在德國另類選擇组织下，数千示威者聚集在柏林议会大厦外，他們呼籲政府改變能源政策並要求联邦政府取消对俄罗斯制裁。10月22日，示威者在柏林、杜塞尔多夫、汉诺威、斯图加特等城市手持标语抗议能源价格和生活成本上升。

#### 捷克
10月8日，捷克爆發示威，示威者要求政府对能源、食品、租金等设置价格上限。

### 美国
美國能源部长珍妮弗·格蘭霍姆將美国國內燃料价格上涨歸咎於以沙特阿拉伯为首的石油输出国组织拒绝加快石油增产以及美国的天然气和石油產業巨頭 。白宫表示，美国准备使用必要措施来降低燃料价格。
根据美国能源信息署的数据，2021/22年冬季，美国家庭的取暖费用预计比前一年年高出 54%。
2021年11月23日，拜登政府宣布将从美國战略石油储备中释放5000万桶石油投入市場以緩解油價高企。